# Judy Greer
Judy Greer, pseudonimo di Judith Therese Evans (Detroit, 20 luglio 1975), è un'attrice statunitense.

## Biografia
Nata nel Michigan da Mollie Ann Greer, amministratrice ospedaliera ed ex-tata, e Rich Evans, ingegnere meccanico. Ha studiato per dieci anni balletto classico russo prima di dedicarsi alla recitazione. Studia presso la Winston Churchill High School, in seguito studia teatro alla DePaul University. L'attrice ha preso parte ai film Three Kings, Da che pianeta vieni? e Il ladro di orchidee, ha avuto ruoli di supporto nelle commedie romantiche Prima o poi mi sposo, 30 anni in 1 secondo e 27 volte in bianco, inoltre è apparsa in The Village, nell'horror Cursed - Il maleficio, in American Dreamz e in Elizabethtown. Nel 2015 è comparsa nel film Ant-Man dei Marvel Studios.
Nel 2000 ricopre un breve ma, estremamente toccante, ruolo in What Women Want - Quello che le donne vogliono con Mel Gibson  interpretando Erin, la trascurata impiegata della società di Nick la quale accarezza idee suicide.
In campo televisivo ha interpretato il ruolo di Kitty Sanchez nella serie TV Arrested Development - Ti presento i miei, inoltre è stata guest star in My Name Is Earl, Due uomini e mezzo (in cui ha interpretato due diversi personaggi), Californication, How I Met Your Mother, Modern Family e The Big Bang Theory. È stata protagonista della serie TV Miss Guided, cancellata dopo soli sette episodi. Ha interpretato il ruolo di Connie Grabowski, una dei quattro protagonisti della serie TV statunitense Mad Love.

## Filmografia

### Attrice

#### Cinema
- Stricken, regia di Paul Chilsen (1998)
- Amore tra le righe (Kissing a Fool), regia di Doug Ellin (1998)
- The Reel, regia di Christopher Jaymes – cortometraggio (1999)
- Amiche cattive (Jawbreaker), regia di Darren Stein (1999)
- Three Kings, regia di David O. Russell (1999)
- The Big Split, regia di Martin Hynes (1999)
- Da che pianeta vieni? (What Planet Are You From?), regia di Mike Nichols (2000)
- Sunset Strip, regia di Adam Collis (2000)
- The Specials, regia di Craig Mazin (2000)
- Troppo pazze, poco serie (Desperate But Not Serious), regia di Bill Fishman (2000)
- What Women Want - Quello che le donne vogliono (What Women Want), regia di Nancy Meyers (2000)
- Without Charlie, regia di Adam Rifkin (2001)
- Prima o poi mi sposo (The Wedding Planner), regia di Adam Shankman (2001)
- Audit, regia di Brian To – cortometraggio (2001)
- Rules of Love, regia di Bruno Coppola (2002)
- Il ladro di orchidee (Adaptation.), regia di Spike Jonze (2002)
- The Hebrew Hammer, regia di Jonathan Kesselman (2003)
- I Love Your Work, regia di Adam Goldberg (2003)
- 30 anni in 1 secondo (13 Going on 30), regia di Gary Winick (2004)
- The Village, regia di M. Night Shyamalan (2004)
- Last Shot (The Last Shot), regia di Jeff Nathanson (2004) – non accreditata
- LolliLove, regia di Jenna Fischer (2004)
- Cursed - Il maleficio (Cursed), regia di Wes Craven (2005)
- La banda del porno - Dilettanti allo sbaraglio! (The Moguls), regia di Michael Traeger (2005)
- The Great New Wonderful, regia di Danny Leiner (2005)
- In Memory of My Father, regia di Christopher Jaymes (2005)
- Elizabethtown, regia di Cameron Crowe (2005)
- Full Disclosure, regia di Douglas Horn – cortometraggio (2005)
- American Dreamz, regia di Paul Weitz (2006)
- TV Set (The TV Set), regia di Jake Kasdan (2006)
- American Sunshine (The Go-Getter), regia di Martin Hynes (2007)
- The Grand, regia di Zak Penn (2007)
- 27 volte in bianco (27 Dresses), regia di Anne Fletcher (2008)
- Visioneers, regia di Jared Drake (2008)
- The Casting Director, regia di Ted D'Cruz-Young – cortometraggio (2009)
- Wig, regia di Todd Holland – cortometraggio (2009)
- Qualcosa di speciale (Love Happens), regia di Brandon Camp (2009)
- Barry Munday - Papà all'improvviso (Barry Munday), regia di Chris D'Arienzo (2010)
- Sansone (Marmaduke), regia di Tom Dey (2010)
- Henry's Crime, regia di Malcolm Venville (2010)
- Peep World, regia di Barry W. Blaustein (2010)
- Amore & altri rimedi (Love and Other Drugs), regia di Edward Zwick (2010)
- The Key Man, regia di Peter Himmelstein (2011)
- Paradiso amaro (The Descendants), regia di Alexander Payne (2011)
- A casa con Jeff (Jeff, Who Lives at Home), regia di Jay Duplass e Mark Duplass (2011)
- Quello che so sull'amore (Playing for Keeps), regia di Gabriele Muccino (2012)
- Lo sguardo di Satana - Carrie (Carrie), regia di Kimberly Peirce (2013)
- Apes Revolution - Il pianeta delle scimmie (Dawn of the Planet of the Apes), regia di Matt Reeves (2014)
- Men, Women & Children, regia di Jason Reitman (2014)
- Tomorrowland - Il mondo di domani (Tomorrowland), regia di Brad Bird (2015)
- Jurassic World, regia di Colin Trevorrow (2015)
- Grandma, regia di Paul Weitz (2015)
- Ant-Man, regia di Peyton Reed (2015)
- Wilson, regia di Craig Johnson (2017)
- The War - Il pianeta delle scimmie (War for the Planet of the Apes), regia di Matt Reeves (2017)
- Le nostre anime di notte (Our Souls at Night), regia di Ritesh Batra (2017)
- Ore 15:17 - Attacco al treno (The 15:17 to Paris), regia di Clint Eastwood (2018)
- Ant-Man and the Wasp, regia di Peyton Reed (2018)
- Halloween, regia di David Gordon Green (2018)
- Driven - Il caso DeLorean (Driven), regia di Nick Hamm (2018)
- Preschool in L.A., regia di Marla Sokoloff – cortometraggio (2018)
- Buffaloed, regia di Tanya Wexler (2019)
- Che fine ha fatto Bernadette? (Where'd You Go, Bernadette), regia di Richard Linklater (2019)
- Non si scherza col fuoco (Playing with Fire), regia di Andy Fickman (2019)
- Zio Frank (Uncle Frank), regia di Alan Ball (2020)
- Valley Girl, regia di Rachel Lee Goldenberg (2020)
- Halloween Kills, regia di David Gordon Green (2021)
- Three Months, regia di Jared Frieder (2022)
- Family Squares, regia di Stephanie Laing (2022)
- Aporia, regia di Jared Moshe (2023)

#### Televisione
- Ultime dal cielo (Early Edition) – serie TV, episodio 2x06 (1997)
- Oh Baby – serie TV, episodio 1x10 (1998)
- Maggie Winters – serie TV, episodio 1x16 (1999)
- Love & Money – serie TV, 13 episodi (1999-2000)
- Silicon Follies, regia di Betty Thomas – episodio pilota scartato (2001)
- Ice, regia di Ian Emes - episodio pilota scartato (2001)
- Just Shoot Me! – serie TV, episodio 7x14 (2003)
- Other People's Business, regia di Zach Helm – episodio pilota scartato (2003)
- Arrested Development - Ti presento i miei (Arrested Development) – serie TV, 13 episodi (2003-2018)
- Nevermind Nirvana, regia di David Schwimmer – episodio pilota scartato (2004)
- CSI: Miami – serie TV, episodio 3x12 (2005)
- Love Monkey – serie TV, 8 episodi (2006)
- My Name Is Earl – serie TV, episodio 2x03 (2006)
- Due uomini e mezzo (Two and a Half Men) – serie TV, 13 episodi (2007-2015)
- C'è sempre il sole a Philadelphia (It's Always Sunny in Philadelphia) – serie TV, episodi 3x05, 7x13 (2007-2011)
- Californication – serie TV, episodi 1x08 - 2x03 - 4x11 (2007-2011)
- Miss Guided – serie TV, 7 episodi (2008)
- Suburban Shootout - episodio pilota scartato (2008)
- E.R. - Medici in prima linea (ER) – serie TV, episodio 15x17 (2009)
- Dr. House - Medical Division (House M.D.) – serie TV, episodio 5x18 (2009)
- Maneater – miniserie TV (2009)
- Modern Family – serie TV, episodio 1x17 (2010)
- The Big Bang Theory – serie TV, episodio 3x21 (2010)
- How I Met Your Mother – serie TV, episodio 5x23 (2010)
- Warren the Ape – serie TV, episodio 1x03 (2010)
- Tax Man, regia di Fred Savage – episodio pilota scartato (2010)
- Mad Love – serie TV, 13 episodi (2011)
- Royal Pains – serie TV, episodio 4x05 (2012)
- American Judy, regia di Beth McCarthy-Miller - episodio pilota scartato (2012)
- Married – serie TV, 23 episodi (2014-2015)
- Masters of Sex – serie TV, episodi 3x11, 4x03 (2015-2016)
- Mom – serie TV, episodio 3x03 (2015)
- Untitled Laura Steinel Project, regia di Jeff Schaffer - episodio pilota scartato (2016)
- Portlandia – serie TV, episodio 7x04 (2017)
- I'm Sorry – serie TV, 3 episodi (2017)
- Casual – serie TV, 8 episodi (2017)
- Lady Dynamite – serie TV, episodio 2x02 (2017)
- Easy – serie TV, episodio 2x06 (2017)
- Kidding - Il fantastico mondo di Mr. Pickles (Kidding) – serie TV, 20 episodi (2018-2019)
- Room 104 – serie TV, episodio 2x03 (2018)
- Into the Dark – serie TV, episodio 2x09 (2020)
- The Thing About Pam – miniserie TV (2022)
- The First Lady – serie TV, 4 episodi (2022)
- Reboot – serie TV, 8 episodi (2022)
- Infiltrati alla Casa Bianca - White House Plumbers (White House Plumbers) – miniserie TV (2023)

### Doppiatrice
- I Griffin (Family Guy) – serie TV, episodio 3x21 (2002)
- Neko no ongaeshi, regia di Hiroyuki Morita (2002)
- Word Girl (WorldGirl) – serie TV, episodio 2x11 (2009)
- Glenn Martin - Dentista da strapazzo – serie TV, 35 episodi (2009-2011)
- Archer – serie animata, 101 episodi (2009-in corso)
- Dan Vs. – serie animata, episodio 2x03 (2012)
- Robot Chicken – serie animata, episodio 6x18 (2013)
- BoJack Horseman – serie animata, episodio 1x02 (2014)
- American Dad! – serie animata, 4 episodi (2017-2018)
- Let's Go Luna! - serie animata (2018-)
- Calls – serie TV, 1 episodio (2021)

## Doppiatrici italiane
Nelle versioni in italiano dei suoi lavori, Judy Greer è stata doppiata da:
- Tiziana Avarista in Amiche cattive, Il ladro di orchidee, Last Shot, Lo sguardo di Satana - Carrie, Kidding - Il fantastico mondo di Mr. Pickles, The Thing About Pam, Reboot
- Georgia Lepore in Elizabethtown, Sansone, Ant-Man, Ant-Man and the Wasp, Hollywood Stargirl
- Rossella Acerbo in Three Kings, 30 anni in un secondo, Jurassic World, I'm Sorry, The First Lady
- Ilaria Latini in Cursed - Il maleficio, 27 volte in bianco, Le nostre anime di notte, Infiltrati alla Casa Bianca - White House Plumbers
- Giovanna Martinuzzi in Da che pianeta vieni?, What Women Want - Quello che le donne vogliono
- Daniela Calò in Ore 15:17 - Attacco al treno, Non si scherza col fuoco
- Marina Guadagno in Halloween, Halloween Kills
- Roberta Gasparetti in E.R. - Medici in prima linea, Prima o poi mi sposo
- Stella Musy in The Village, Room 104
- Elisabetta Spinelli in La banda del porno - Dilettanti allo sbaraglio!, Into the Dark
- Francesca Manicone in The Big Bang Theory, Wilson
- Perla Liberatori in Due uomini e mezzo (st. 4, 10-11)
- Germana Longo in Due uomini e mezzo (st. 9)
- Irene Di Valmo in Due uomini e mezzo (st.9, nei panni di Danny)
- Emanuela Damasio in Dr. House - Medical Division
- Laura Latini in American Dreamz
- Myriam Catania in Qualcosa di speciale
- Claudia Pittelli in Amore & altri rimedi
- Chiara Colizzi in Paradiso amaro
- Miriam Spera in A casa con Jeff
- Barbara De Bortoli in Quello che so sull'amore
- Emanuela D'Amico in Mom
- Franca D'Amato in Men, Women & Children
- Fiamma Izzo in Tomorrowland - Il mondo di domani
- Gabriella Borri in Driven - Il caso DeLorean
- Sabrina Duranti in Che fine ha fatto Bernadette?
- Valentina Pollani in Zio Frank
- Ilaria Stagni in La più mirabolante recita di Natale

Da doppiatrice è sostituita da:
- Laura Lenghi in I Griffin
- Emanuela Damasio in Archer
- Maura Cenciarelli in Glenn Martin - Dentista da strapazzo
- Valentina Pollani in America: il film
- Elena Perino in Il drago di mio padre